# Hanna Igalson-Tygielska
Hanna Maria Igalson-Tygielska (ur. 6 sierpnia 1947 w Warszawie) – polska tłumaczka. 

## Życiorys
W 1972 ukończyła studia romanistyczne na Uniwersytecie Warszawskim, pracowała jako redaktor w wydawnictwach Wiedza Powszechna (1973-1977) i Czytelnik.
Od 1973 tłumaczyła z hiszpańskiego i francuskiego takich autorów jak: Gonzalo Torrente Ballester, Claude Simon, Jean-Marie Gustave Le Clezio, Colette, Georges Duby, Frantz Fanon i Georges Simenon.

## Nagrody i nominacje
- Nagroda „Literatury na Świecie” 2010 za przekład książki Wdowa Couderc Georges'a Simenona[2]
- nominacja do Nagrody Literackiej Gdynia 2015 za przekład książki Psia trawka Raymonda Queneau[3]

- nominacja do Nagrody Literackiej Gdynia 2017 za przekład książki Niedziela życia Raymonda Queneau[4]
- 2022 r. Nagroda „Mamut” („Literatury na Świecie")  za całokształt pracy przekładowej[5]